# Cailliea platycarpa
Cailliea platycarpa là một loài thực vật có hoa trong họ Đậu. Loài này được (Welw.) J.F. Macbr. mô tả khoa học đầu tiên năm 1919.